# ریسک نقدشوندگی

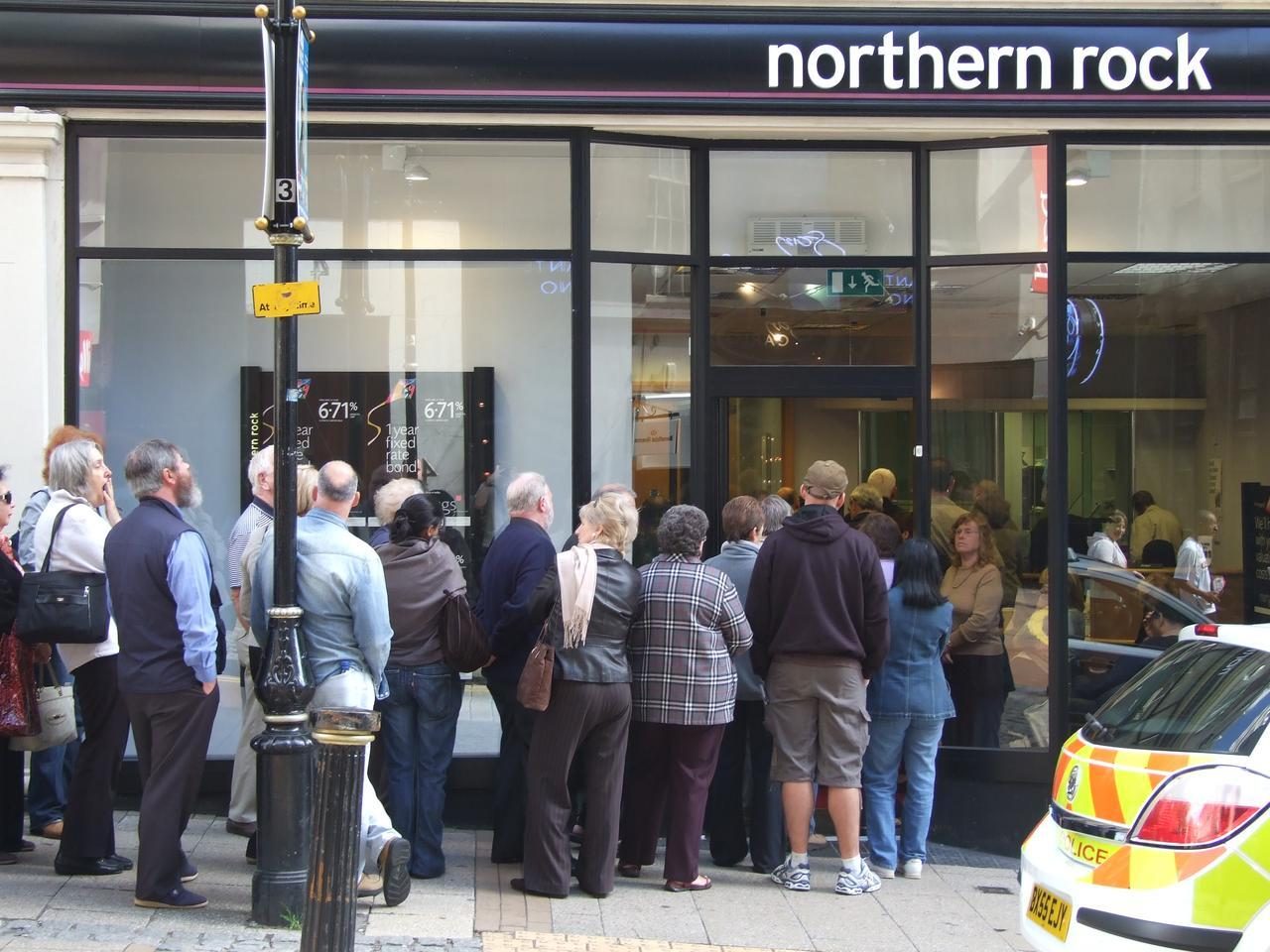
ریسک نقد شوندگی، احتمال عدم توانایی فروش سریع یک دارایی با قیمت منصفانه است

ریسک نقدشوندگی، (به انگلیسی: Liquidity Risk) در علوم مالی ریسک نقدشوندگی را نمی‌توان همانند ریسک مالی یا ریسک تجاری محاسبه کرد. اصولاً سرمایه‌گذاران، نقدشوندگی را از این دیدگاه مورد توجه قرار می‌دهند، که بتوانند یک دارایی را سریعاً بخرند یا بفروشند، بدون آن‌که قیمت آن دستخوش تغییرات شدید شود و از همین دیدگاه است که می‌گویند داراریی مذکور دارای قدرت نقدشوندگی بالایی است. 
هر قدر خرید و فروش یک دارایی سریع‌تر انجام شود، ریسک نقدشوندگی کم‌تر می‌شود. اوراق و اسناد خزانه در ایالات متحده آمریکا، به ویژه اوراق خزانه ۳۰ تا ۹۰ روزه، ریسک نقدشوندگی ندارند. زیرا سرمایه‌گذاران می‌توانند به سرعت و بدون کاهش قیمت این اوراق را بخرند یا بفروشند.
نقطه مخالف این وضعیت، وقتی است که یک نفر بخواهد در سهام شرکت‌های کوچک سرمایه‌گذاری کند، که برای خرید یا فروش آن‌ها باید چند روز یا چند هفته منتظر بماند و در مواردی هم باید قیمت پیشنهادی فروش را کم‌تر کند.